# コレリア・アンテルミネッリ
コレリア・アンテルミネッリ（伊: Coreglia Antelminelli）は、イタリア共和国トスカーナ州ルッカ県にある、人口約5,100人の基礎自治体（コムーネ）。

## 地理

### 位置・広がり
ルッカ県東部に位置する。

#### 隣接コムーネ
隣接するコムーネは以下の通り。括弧内のPTはピストイア県、MOはモデナ県所属を示す。
- アベトーネ・クティリアーノ (PT)
- バーニ・ディ・ルッカ
- バルガ
- ボルゴ・ア・モッツァーノ
- フィウマルボ (MO)
- ガッリカーノ
- ピエヴェペーラゴ (MO)

### 気候分類・地震分類
コレリア・アンテルミネッリにおけるイタリアの気候分類 (it) および度日は、zona E, 2892 GGである。
また、イタリアの地震リスク階級 (it) では、zona 2 (sismicità media) に分類される。

## 行政

### 分離集落
コレリア・アンテルミネッリには以下の分離集落（フラツィオーネ）がある。
- Lucignana, Gromignana, Tereglio, Ghivizzano, Piano di Coreglia, Calavorno, Vitiana

## 文化・観光
「イタリアの最も美しい村」クラブ加盟コムーネである。